# Lantenay (Ain)
Lantenay egy település Franciaországban, Ain megyében. Lakosainak száma 265 fő (2022. január 1.). Lantenay Izenave, Outriaz, Vieu-d’Izenave és Champdor-Corcelles községekkel határos.

## Népesség
A település népességének változása:
| Lakosok száma | 186  | 198  | 235  | 257  | 261  | 267  | 277  | 277  | 274  | 265  |
|               | 1968 | 1982 | 1990 | 2006 | 2013 | 2015 | 2017 | 2019 | 2020 | 2022 |